# Torneo de Queen's Club 2019
El Fever-Tree Championships 2019 fue un evento de tenis del ATP Tour 2019 en la serie ATP 500. Se disputó en Londres, Reino Unido desde el 17 hasta el 23 de junio de 2019.

## Distribución de puntos
| Modalidad            | Campeón | Finalista | Semifinales | Cuartos de final | 2.ª ronda | 1.ª ronda | Clasificados | 2.ª ronda de clasificación | 1.ª ronda de clasificación |
| Individual masculino | 500     | 330       | 200         | 100              | 50        | 0         | 25           | 13                         | 0                          |
| Dobles masculino     | 500     | 300       | 180         | 90               | –         | –         | 45           | 25                         | 0                          |

## Cabezas de serie

### Individual masculino
| Tenista               | Ranking | Preclasificado |
| Stefanos Tsitsipas    | 6       | 1              |
| Kevin Anderson        | 8       | 2              |
| Juan Martín del Potro | 12      | 3              |
| Daniil Medvédev       | 13      | 4              |
| Marin Čilić           | 15      | 5              |
| Milos Raonic          | 18      | 6              |
| Stan Wawrinka         | 19      | 7              |
| Félix Auger-Aliassime | 21      | 8              |

- Ranking del 10 de junio de 2019.[2]

### Dobles masculino
| Tenista                           | Ranking | Preclasificado |
| Juan Sebastián Cabal Robert Farah | 10      | 1              |
| Mate Pavić Bruno Soares           | 23      | 2              |
| Henri Kontinen John Peers         | 32      | 3              |
| Bob Bryan Mike Bryan              | 37      | 4              |

## Campeones

### Individual masculino
Feliciano López venció a  Gilles Simon por 6-2, 6-7(4-7), 7-6(7-2)

### Dobles masculino
Feliciano López /  Andy Murray vencieron a  Rajeev Ram /  Joe Salisbury por 7-6(8-6), 5-7, [10-5]